# Поджо-Санніта
Поджо-Санніта (італ. Poggio Sannita) — муніципалітет в Італії, у регіоні Молізе, провінція Ізернія.
Поджо-Санніта розташоване на відстані близько 165 км на схід від Рима, 32 км на північний захід від Кампобассо, 25 км на північний схід від Ізернії.
Населення — 725 осіб (2014).
Щорічний фестиваль відбувається 21 серпня. Покровитель — San Prospero.

## Демографія
Населення за роками:

Станом на 1 січня 2023 року в муніципалітеті офіційно проживало 26 іноземців з 8 країн, серед них 8 громадян країн Євросоюзу та 2 громадяни України.

## Сусідні муніципалітети
- Аньоне
- Кастельверрино
- Чивітанова-дель-Санніо
- П'єтраббонданте
- Сальчито
- Ск'яві-ді-Абруццо